# Unidade de Interface de Barramento
A Unidade de Interface de Barramento ou BIU (do inglês, Bus Interface Unit) é uma unidade de microprocessador responsável pela comunicação de dados entre EU (Unidade de Execução) e o meio externo (memória, E/S) através de barramento. Ele é componente do microprocessador Intel 8086.

Sua funções são enviar endereços de memória ou I/O, buscar instruções da memória, ler dados de uma porta ou memória, escrever dados na porta/memória, aranja sequenciais de bytes de instrução no registro da fila (queue) e realocação de endereços e controle dos barramentos.